# Muzeum – Zamek w Łańcucie
Muzeum – Zamek w Łańcucie – narodowa instytucja kultury powstała w 1944 roku, posiadająca osobowość prawną, zarejestrowana w Państwowym Rejestrze Muzeów pod numerem 48/135. Siedzibą muzeum jest zamek w Łańcucie.

## Historia
Muzeum w łańcuckim zamku zaczęło być tworzone w 1944 roku, kiedy do Łańcuta wkroczyli Sowieci. Wtedy to Juliusz Wierciński, pełnomocnik ówczesnego ordynata Alfreda Potockiego, zamieścił na murach napis w języku rosyjskim „Muzeum Narodu Polskiego”, dzięki czemu zamek ocalał od całkowitej sowieckiej dewastacji. Po zakończeniu wojny zamek był w ruinie, a w jego dużej części mieścił się dom wypoczynkowy. W pierwszych latach ocalałe zbiory zostały przekazane w depozyt Muzeum Narodowemu w Warszawie i Zakładowi Narodowemu im. Ossolińskich we Wrocławiu, profesjonalną inwentaryzację przeprowadził kustosz Pałacu w Wilanowie Stanisław Gepner, w latach 1948–1950 dyrektor Państwowego Ośrodka Muzealnego w Łańcucie. W 1952 roku muzeum zostało udostępnione publiczności, zaś dyrektorem został Antoni Duda-Dziewierz. W 1960 roku muzeum otrzymało pierwszy statut, a od 1966 roku nosi nazwę „Muzeum – Zamek w Łańcucie”. W 2019 roku muzeum świętowało 75-lecie swojego istnienia.

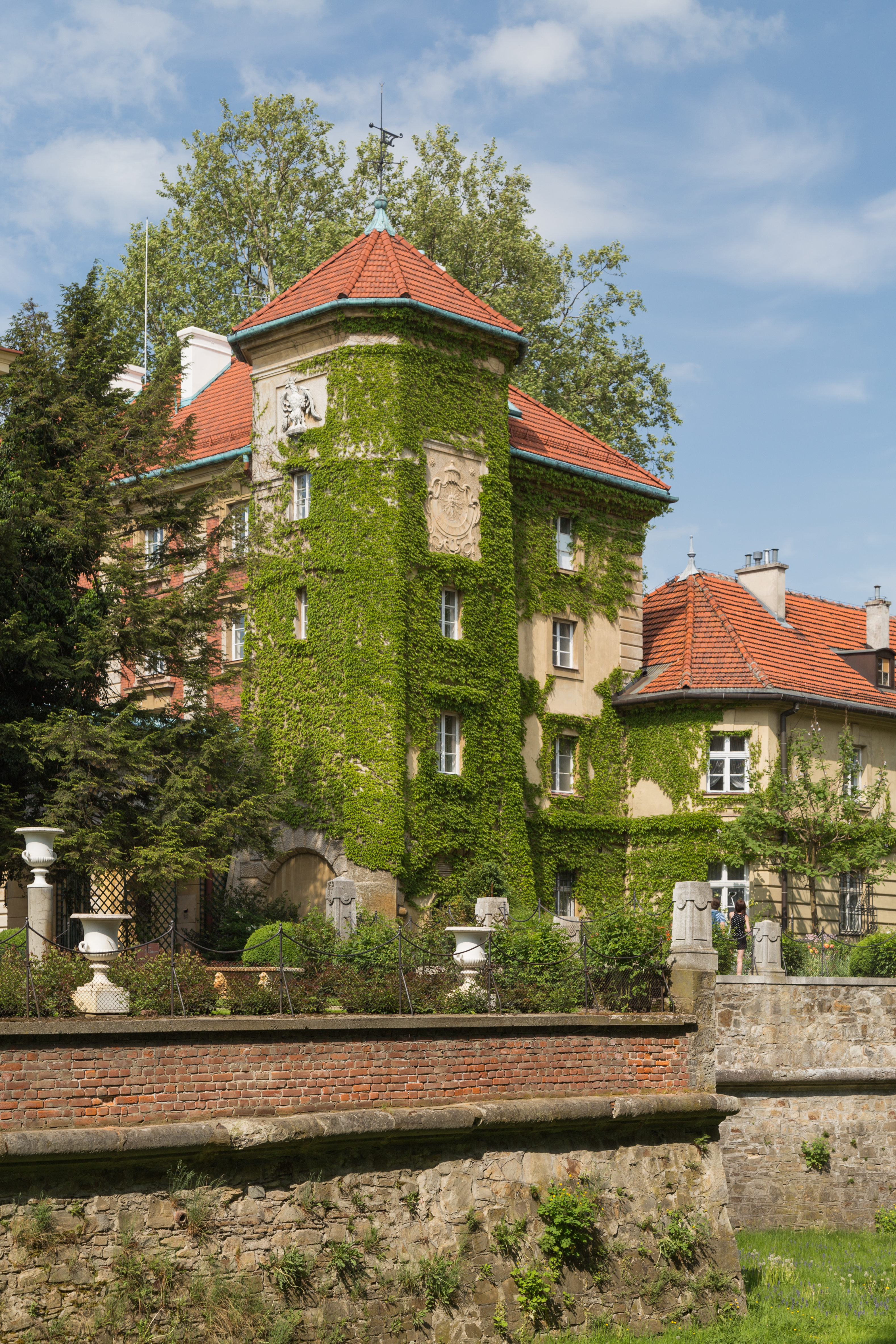
Południowa ściana zamku
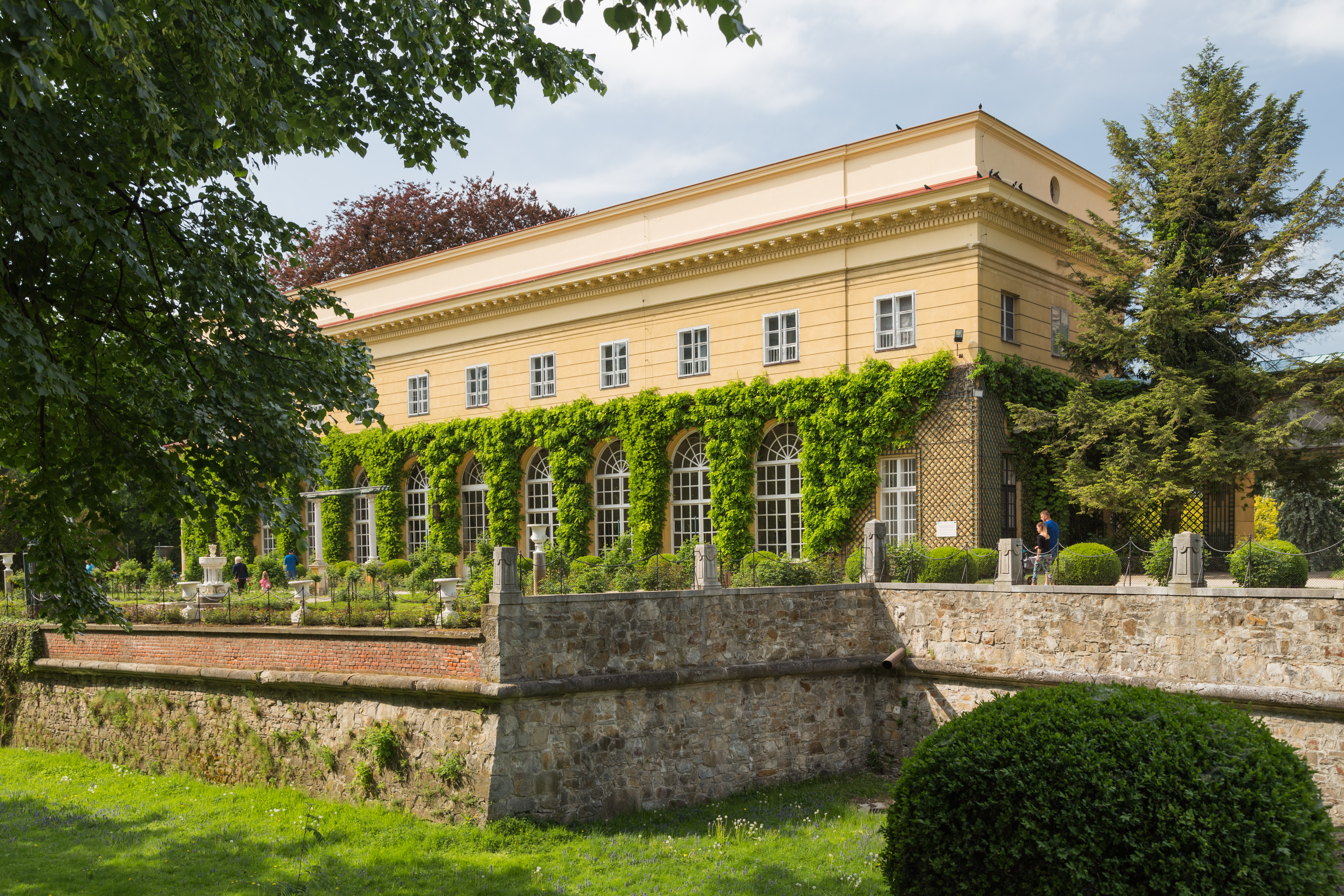
Oranżeria z przełomu XVIII i XIX wieku
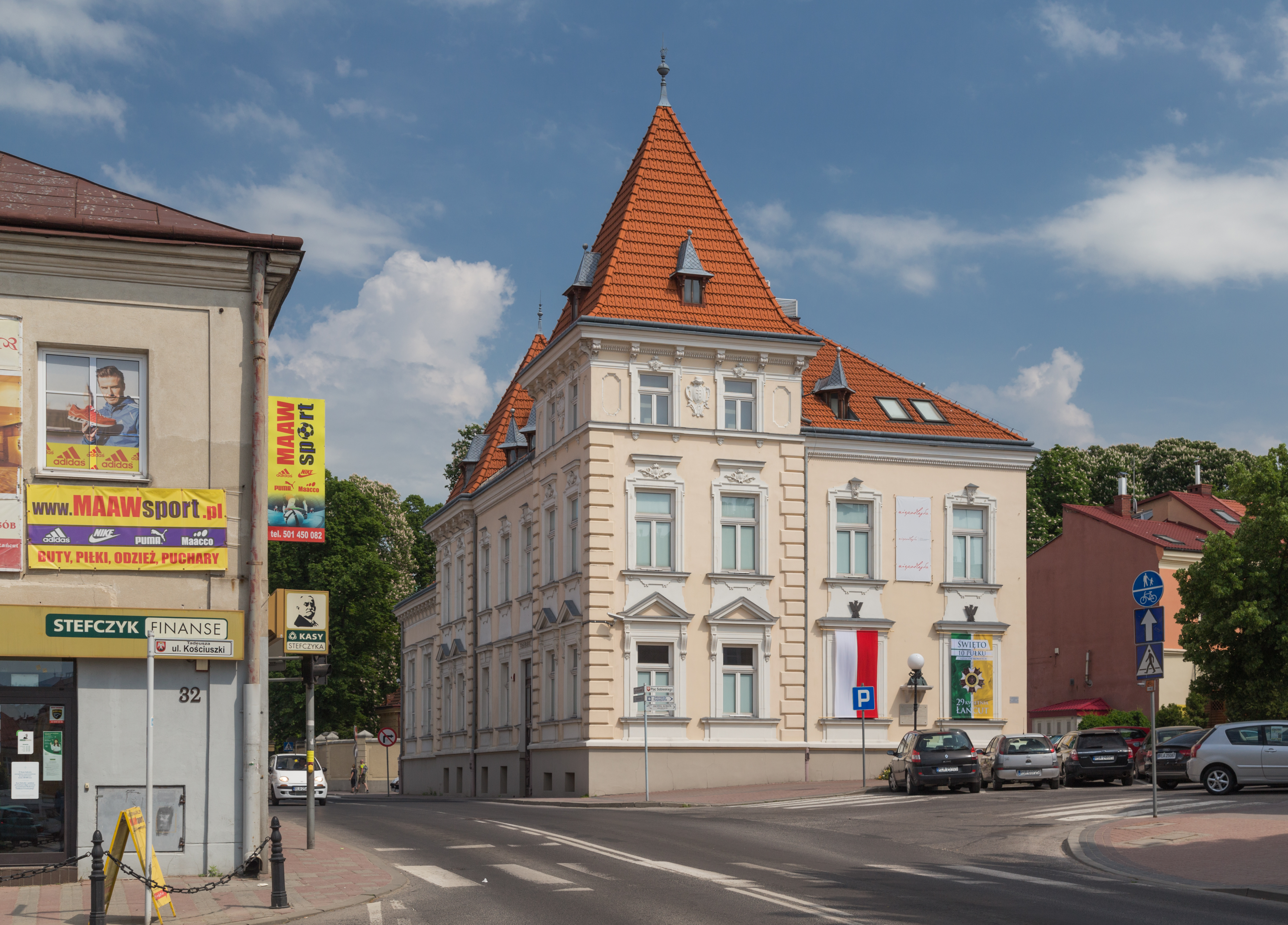
Kasyno Urzędnicze z XIX wieku
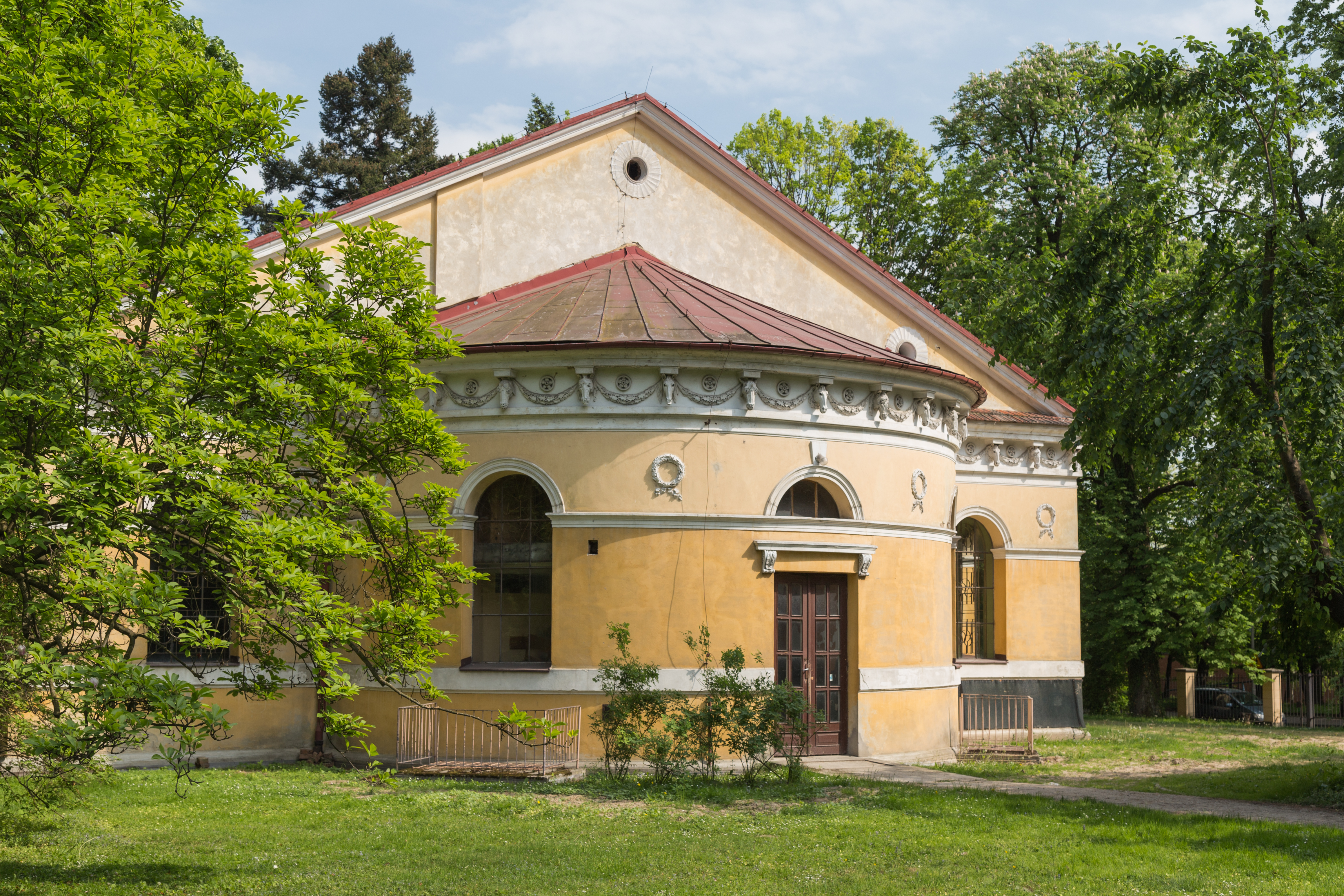
Ujeżdżalnia
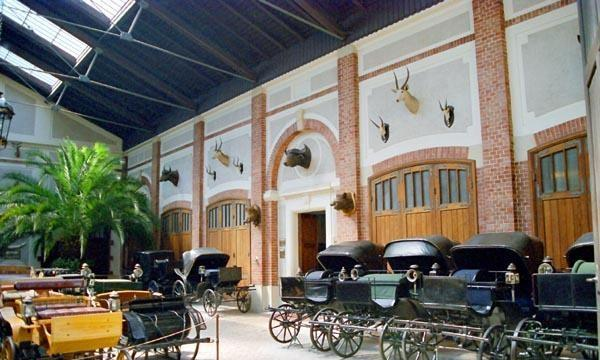
Wozownia z kolekcją pojazdów konnych

## Dyrektorzy
- Antoni Duda-Dziewierz (1952–1972)
- Władysław Czajewski (1952–1990)
- Wit Wojtowicz (1990–2023[7])
- Krzysztof Żaba (p.o., 2023)
- Piotr Szopa (od 2023[8])